# Тоска (остров)
Тоска (норв. Toska) — небольшой остров на территории коммуны Алвер фюльке Вестланн, Норвегия.

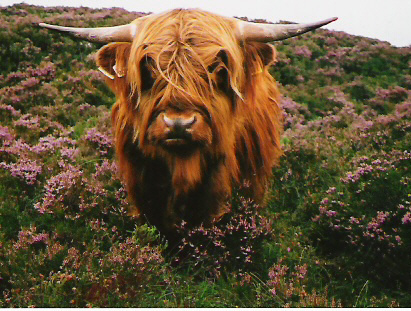
Корова хайлендской породы на острове Тоска

Остров площадью 5 км² расположен к западу от острова Радёй в Ельтафьорде.
На острове проживает сорок человек, в основном в деревне Тоска, также известной под названием Вестревоген. На острове также живут несколько фермеров, однако большинство жителей работают в соседних деревнях и даже в Бергене.
Дорога, соединяющая деревню Мангер на острове Радёй с островом Тоска, была построена в 1989 году. Остров является популярным местом отдыха.